# Ingénieur aéronautique
Ingénieur aéronautique est un métier de l'aérospatiale. C'est l'un des acteurs centraux de ce secteur.

## Scolaire
Études requises : bac+5 .

## Afrique

### En Tunisie
- Ecole Supérieure de l'Aéronautique et des Technologies (ESAT)

### En Algérie
- Institut aéronautique et études spatiales, Blida

### Au Maroc
- Académie internationale Mohammed VI de l'aviation civile
- Ecole Royale de l'Air
- Université internationale de Rabat
- École Supérieure de l'Aéronautique et de la Haute Technologie (AEROSUP)
- Ecole supérieur d'ingénierie automobile et aéronautique (Esi2a)
- Ecole nationale des sciences appliquées (BERRECHID)

### Au Niger
- École africaine de la météorologie et de l'aviation civile (EAMAC)

## Asie

### En Chine
- Institut sino-européen d'ingénierie de l'aviation
- Université de l'aviation civile de Chine

## Amérique du Nord

### Au Canada
- Polytechnique Montréal
- Université McGill
- Université Laval
- École de technologie supérieure

### Aux États-Unis
- Embry-Riddle Aeronautical University

## Europe
- Écoles membres du réseau PEGASUS.

### En Belgique
- Université de Liège (ULiège) ;
- Université catholique de Louvain (UCLouvain) ;
- École royale militaire (ERM) - Koninklijke Militaire School ;
- Haute école de la province de Liège (HEPL) : orientation Génie mécanique et aérotechnique ;
- Haute École Paul-Henri Spaak : Institut supérieur industriel de Bruxelles orientation Génie mécanique et aéronautique ;
- Haute École Condorcet

### En Espagne
- Universidad Alfonso X el Sabio
- Universidad Carlos III de Madrid (UC3M)
- Universidad de Cádiz
- Universidad de León
- Universidad de Sevilla (US)
- Universidad Europea de Madrid
- Universidad Politécnica de Madrid (UPM)
- Universitat Politècnica de Catalunya (UPC)
- Universitat Politècnica de València (UPV)
- Universidad Rey Juan Carlos

### En France
En France, n'importe qui peut occuper une fonction d'« ingénieur », mais il n'est possible de faire état d'un « diplôme d'ingénieur » (titre d'ingénieur) que si celui-ci a été délivré par un établissement habilité dite « école d'ingénieurs ». Depuis 1934, une personne usurpant le titre d’ingénieur diplômé est passible d’un emprisonnement d’un an et d’une amende de 15 000 €.
- Groupement des écoles d'ingénieurs dédiées à l'aéronautique :
  - ENAC (Toulouse) ;
  - ENSMA (Poitiers) ;
  - ISAE-SUPAERO (Toulouse);

- Écoles d'ingénieurs à options et enseignements aéronautiques :

- - Institut supérieur de mécanique de Paris (PARIS) ;
  - Arts et Métiers ParisTech ;
  - Centrale Nantes ;
  - Centrale Lyon ;
  - Centrale Paris ;
  - École de l'Air (Salon de Provence) ;
  - École navale (Spécialité Enera) ;
  - ENSTA Bretagne (spécialité "maintenance aéronautique") avec une formation à l'ISAE ;
  - ENSEIRB-MATMECA (Bordeaux) ;
  - EPF (Sceaux) ;
  - ESTACA (Montigny-le-Bretonneux et Laval) ;
  - IPSA (Ivry-sur-Seine et Toulouse) ;
  - Télécom Bretagne ;
  - École d'ingénierie des sciences aérospatiales (ELISA).
  - Polytech Orléans

NB : Une plaquette officielle présentant les principales formations aéronautiques est éditée tous les deux ans par le GIFAS à l'occasion du Salon international de l'aéronautique et de l'espace de Paris-Le Bourget : [PDF] GIFAS, Une formation pour un métier dans l'industrie aéronautique et spatiale, Paris, 2011, 62 p. (lire en ligne)

### Au Royaume-Uni
- Université de Cranfield
- Imperial College London
- Université de Bristol
- Université de Glasgow

### En Suisse
- School of Engineering - Aviation Bachelor degree programme